# 男の紋章シリーズ
男の紋章シリーズ（おとこのもんしょうシリーズ）は、高橋英樹主演、高橋英樹が大島竜次に扮する日活製作の任侠映画シリーズ。1963年公開の『男の紋章』を皮切りに10作品が製作された。日活が高橋を本格的に売り出したいと、製作したこの作品で高橋の名前は一躍売れ、高橋の代表作となった。また日活製作の任侠映画の先駆け的作品で、日活製作の任侠映画シリーズとしては代表格である。また高橋は、1979年、1988年、2000年と3度、舞台版の男の代紋に出演している。
役柄がそれまでと異なるが、男の紋章のタイトルが付いている『新・男の紋章　若親分誕生』を含めると11作品ということになるが、こちらは新男の紋章シリーズの扱いとなっている。新・男の紋章シリーズの映画リストもこの項目に併せて記載する。

## 男の紋章シリーズ
- 『男の紋章』(1963年7月14日公開、松尾昭典監督)[8]
- 『続・男の紋章』(1963年11月10日公開、松尾昭典監督)[9]
- 『男の紋章 風雲双つ竜』(1963年12月25日公開、松尾昭典監督)[10]
- 『新・男の絞章 度胸一番』(1964年8月1日公開、滝沢英輔監督)[11]
- 『男の紋章 花と長脇差』(1964年11月11日公開、滝沢英輔監督)[12]
- 『男の紋章 喧嘩状』(1964年12月19日公開、井田探監督)[13]
- 『男の紋章 喧嘩街道』(1965年4月3日公開、滝沢英輔監督)[14]
- 『男の紋章 流転の掟』(1965年7月24日公開、滝沢英輔監督)[15]
- 『男の紋章 俺は斬る』(1965年10月8日公開、井田探監督)[16]
- 『男の紋章 竜虎無情』(1966年1月14日公開、松尾昭典監督)[17]

## 新・男の紋章シリーズ
- 『新・男の紋章 若親分誕生』(1967年2月4日公開、井田探監督)[18]
- 『関東も広うござんす』 (1967年6月28日公開、野口晴康監督、武田一成監督)
- 『関東刑務所帰り』(1967年12月9日公開、武田一成監督)